# Never Ricking Morty
"Never Ricking Morty" er den sjette episode den fjerde sæson af Adult Swims tegnefilmserie Rick and Morty. Den er skrevet af James Siciliano og instrueret af Jacob Hair, og afsnittet havde premiere den 3. maj 2020. Titlen refererer til bogen Neverending Story (1979), der blev filmatiseret i 1984.
Rick og Morty befinder sig på Historietoget. Efter at have opfundet en historie, der kan bestå Bechdel-testen kommer de frem til Historieherren, der tager dem til fange, fordi han ser deres potentiale i historier, der kan drive toget frem og bryde den femte væg.
Afsnittet blev set af ca. 1,55 mio. personer ved første visning.